# Open Clarins 1987
Open Clarins 1987 — жіночий тенісний турнір, що проходив на відкритих кортах з ґрунтовим покриттям у Парижі (Франція). Належав до турнірів 1-ї категорії в рамках Туру WTA 1987. Турнір відбувся вперше і тривав з 28 вересня до 4 жовтня 1987 року. Несіяна Сабрина Голеш здобула титул в одиночному розряді й отримала за це 10 тис. доларів США.

## Фінальна частина

### Одиночний розряд
Сабрина Голеш —  Сандра Вассерман 7–5, 6–1
- Для Голеш це був єдиний титул в одиночному розряді за кар'єру.

### Парний розряд
Ізабель Демонжо /  Наталі Тозья —  Сандра Чеккіні /  Сабрина Голеш 1–6, 6–3, 6–3